# خلف‌تالا
خلف‌تالا (به لاتین: Xələftala) یک منطقه مسکونی در جمهوری آذربایجان است که در شهرستان قاخ واقع شده است. خلف‌تالا ۱۱۸ نفر جمعیت دارد.